# Lincoln megye (Tennessee)
Lincoln megye az Amerikai Egyesült Államokban, azon belül Tennessee államban található. Megyeszékhelye és legnagyobb városa Fayetteville. Lakosainak száma 35 319 fő (2020. április 1.). Lincoln megye Bedford, Madison, Moore, Franklin, Limestone, Giles és Marshall megyékkel határos.

## Népesség
A megye népességének változása:
| Lakosok száma | 33 413 | 33 397 | 33 472 | 33 633 | 33 743 | 35 319 |
|               | 2010   | 2011   | 2012   | 2013   | 2015   | 2020   |